# Cocalodes longipes
Cocalodes longipes är en spindelart som först beskrevs av Tord Tamerlan Teodor Thorell 1881.  Cocalodes longipes ingår i släktet Cocalodes och familjen hoppspindlar. Inga underarter finns listade i Catalogue of Life.